# Luz Bonequi
Luz María Bonecchi Sandoval (Oaxaca, 1857 - ¿?) fue la primera mujer telegrafista de México.

## Biografía
En 1882, Bonecchi abandonó su ciudad natal para cursar la carrera de telegrafía en la Ciudad de México, estudios que según versión de Laureana Wright, únicamente se impartían en la Escuela Nacional Preparatoria. Sin embargo, la joven fue rechazada "por ser escuela de hombres y considerarse impropio que ingresase entre ellos una señorita", relata la escritora Laureana Wright. Posteriormente, Bonecchi recibió el apoyo del secretario del Ramo, Ignacio Mariscal, además del director de la Preparatoria, el naturalista Alfonso Herrera, así logrando iniciar sus estudios en la Escuela Nacional Preparatoria en 1883. Bonecchi no solo sería la primera telegráfista de México sino además, una de las cuatro primeras mujeres en ingresar al nivel medio superior en México.
Bonecchi finalizó sus estudios de telegrafía en 1884, logrando ser la primera mujer recibida como telegrafista. En 1885, entró a practicar su profesión en la Oficina Central de Telégrafos, cuatro meses después fue nombrada escribiente de la 4.ª Sección en la Dirección del mismo ramo. A partir de 1889 fue profesora de telegrafía teórica en la Normal de Profesoras y, de 1890 a 1910 se le nombró agente del gobierno en la Compañía Telegráfica Mexicana.
Manuel Rosado, coordinador de Museos de Telecom, comentó en entrevista que Luz Bonqui fue la primera mujer que recibió su nombramiento de manos del entonces Presidente Porfirio Díaz, firmado por el mismo a finales del siglo XIX. La Federación de Mujeres Universitarias menciona en su página web que se trató de un título "no de un nombramiento" de telegrafista. Soledad Jarquín Edgar comenta que si el documento que le fue otorgado a Luz Bonecchi era en realidad un título y no un nombramiento, tendríamos que reconocer en ella a la primera mujer en la historia de México con un documento educativo oficial, pues se habría titulado antes que la odontóloga Margarita Chorné y Salazar (1864-1962), que lo hizo en 1886 y que Matilde Montoya, la primera médica mexicana en 1867.